# Amt Neukloster-Warin
La comunità amministrativa di Neukloster-Warin (Amt Neukloster-Warin) si trova nel circondario del Meclemburgo Nordoccidentale nel Meclemburgo-Pomerania Anteriore, in Germania.

## Suddivisione
Comprende 9 comuni  (abitanti il 31 dicembre 2022):
1. Bibow (361)
2. Glasin (793)
3. Jesendorf (502)
4. Lübberstorf (233)
5. Neukloster, città * (4 014)
6. Passee (199)
7. Warin, città (3 195)
8. Zurow (1 275)
9. Züsow (302)

Il capoluogo è Neukloster.